# Campeonato Mundial de Halterofilismo de 2019 - Até 55 kg feminino
A categoria até 55 kg feminino foi um evento do Campeonato Mundial de Halterofilismo de 2019, disputado no Centro Nacional de Treinamento Esportivo Oriental, em Pattaya, na Tailândia, entre 19 e 20 de setembro de 2019. 

## Calendário
Horário local (UTC+7)
| Dia            | Horário | Fase    |
| -------------- | ------- | ------- |
| 19 de setembro | 08:00   | Grupo D |
| 19 de setembro | 22:30   | Grupo C |
| 20 de setembro | 14:25   | Grupo B |
| 20 de setembro | 20:25   | Grupo A |

## Medalhistas
| Evento    | Ouro                 | Ouro   | Prata                | Prata  | Bronze                | Bronze |
| --------- | -------------------- | ------ | -------------------- | ------ | --------------------- | ------ |
| Arranque  | Zhang Wanqiong (CHN) | 99 kg  | Liao Qiuyun (CHN)    | 98 kg  | Muattar Nabieva (UZB) | 96 kg  |
| Arremesso | Liao Qiuyun (CHN)    | 129 kg | Zhang Wanqiong (CHN) | 123 kg | Hidilyn Diaz (PHI)    | 121 kg |
| Total     | Liao Qiuyun (CHN)    | 227 kg | Zhang Wanqiong (CHN) | 222 kg | Hidilyn Diaz (PHI)    | 214 kg |

## Recordes
Antes desta competição, o recorde mundial da prova era o seguinte:
| Recorde         | Tipo      | Atleta            | Peso   | Local    | Data                  |
| Recorde Mundial | Arranque  | Li Yajun (CHN)    | 102 kg | Asgabade | 3 de novembro de 2018 |
| Recorde Mundial | Arremesso | Liao Qiuyun (CHN) | 128 kg | Liampó   | 22 de abril de 2019   |
| Recorde Mundial | Total     | Li Yajun (CHN)    | 225 kg | Asgabade | 3 de novembro de 2018 |

Os seguintes novos recordes foram estabelecidos durante esta competição.
| Arremesso | 129 kg | Liao Qiuyun (CHN) | Recorde mundial |
| Total     | 227 kg | Liao Qiuyun (CHN) | Recorde mundial |

## Resultado
Os resultados foram os seguintes. 
| Pos.              | Atleta                        | Grupo | Arranque (kg) | Arranque (kg) | Arranque (kg) | Arranque (kg)     | Arremesso (kg) | Arremesso (kg) | Arremesso (kg) | Arremesso (kg)    | Total |
| Pos.              | Atleta                        | Grupo | 1             | 2             | 3             | Resultado         | 1              | 2              | 3              | Resultado         | Total |
| ----------------- | ----------------------------- | ----- | ------------- | ------------- | ------------- | ----------------- | -------------- | -------------- | -------------- | ----------------- | ----- |
| Medalha de ouro   | Liao Qiuyun (CHN)             | A     | 95            | 95            | 98            | Medalha de prata  | 120            | 125            | 129            | Medalha de ouro   | 227   |
| Medalha de prata  | Zhang Wanqiong (CHN)          | A     | 96            | 99            | 99            | Medalha de ouro   | 118            | 123            | 126            | Medalha de prata  | 222   |
| Medalha de bronze | Hidilyn Diaz (PHI)            | A     | 93            | 93            | 93            | 8                 | 115            | 118            | 121            | Medalha de bronze | 214   |
| 4                 | Zulfiya Chinshanlo (KAZ)      | A     | 90            | 93            | 95            | 7                 | 120            | 120            | 122            | 4                 | 213   |
| 5                 | Yenny Sinisterra (COL)        | A     | 90            | 90            | 94            | 5                 | 112            | 116            | 119            | 5                 | 210   |
| 6                 | Muattar Nabieva (UZB)         | A     | 92            | 93            | 96            | Medalha de bronze | 112            | 113            | 113            | 6                 | 209   |
| 7                 | Ana Gabriela López (MEX)      | B     | 90            | 90            | 94            | 4                 | 108            | 112            | 112            | 14                | 202   |
| 8                 | Rachel Leblanc-Bazinet (CAN)  | A     | 86            | 89            | 91            | 10                | 108            | 108            | 110            | 11                | 201   |
| 9                 | Jourdan Delacruz (USA)        | B     | 87            | 88            | 91            | 11                | 109            | 112            | 115            | 7                 | 200   |
| 10                | Svetlana Ershova (RUS)        | A     | 88            | 91            | 92            | 9                 | 106            | 109            | 112            | 13                | 200   |
| 11                | Kristina Şermetowa (TKM)      | A     | 83            | 83            | 86            | 14                | 107            | 110            | 110            | 12                | 196   |
| 12                | Joanna Łochowska (POL)        | B     | 80            | 83            | 85            | 18                | 107            | 110            | 113            | 8                 | 195   |
| 13                | Kanae Yagi (JPN)              | A     | 83            | 85            | 87            | 19                | 107            | 110            | 112            | 10                | 195   |
| 14                | Shoely Mego (PER)             | B     | 78            | 82            | 84            | 21                | 103            | 108            | 110            | 9                 | 194   |
| 15                | Jennifer Lombardo (ITA)       | B     | 82            | 85            | 86            | 16                | 105            | 108            | 110            | 15                | 193   |
| 16                | Kamila Konotop (UKR)          | B     | 83            | 86            | 88            | 12                | 100            | 104            | 106            | 18                | 192   |
| 17                | Rosane Santos (BRA)           | C     | 83            | 86            | 87            | 13                | 98             | 102            | 104            | 17                | 191   |
| 18                | Nina Sterckx (BEL)            | C     | 80            | 83            | 85            | 15                | 99             | 102            | 102            | 21                | 187   |
| 19                | Ayana Sadoyama (JPN)          | B     | 80            | 83            | 85            | 22                | 100            | 103            | 105            | 19                | 186   |
| 20                | Lucrezia Magistris (ITA)      | B     | 85            | 85            | 88            | 17                | 100            | 105            | 105            | 26                | 185   |
| 21                | Chiang Nien-hsin (TPE)        | B     | 80            | 80            | 80            | 28                | 105            | 110            | 110            | 16                | 185   |
| 22                | Letícia Laurindo (BRA)        | C     | 80            | 84            | 84            | 20                | 100            | 100            | 104            | 25                | 184   |
| 23                | Sarah Øvsthus (NOR)           | B     | 79            | 82            | 82            | 24                | 100            | 100            | 102            | 27                | 182   |
| 24                | Sabina Azimova (AZE)          | C     | 73            | 76            | 79            | 29                | 98             | 102            | 106            | 20                | 181   |
| 25                | Sümeyye Kentli (TUR)          | C     | 75            | 78            | 80            | 27                | 96             | 100            | 102            | 24                | 180   |
| 26                | Haylee Johnson (CAN)          | D     | 73            | 76            | 78            | 30                | 93             | 97             | 100            | 23                | 178   |
| 27                | Katrine Bruhn (DEN)           | C     | 76            | 79            | 82            | 23                | 96             | 99             | 100            | 31                | 178   |
| 28                | Atenery Hernández (ESP)       | C     | 80            | 83            | 83            | 26                | 95             | 98             | 101            | 29                | 178   |
| 29                | Rebekka Jacobsen (NOR)        | C     | 75            | 77            | 78            | 31                | 98             | 101            | 103            | 28                | 176   |
| 30                | Sneha Soren (IND)             | D     | 69            | 72            | 74            | 37                | 94             | 98             | 101            | 22                | 172   |
| 31                | Amy Williams (GBR)            | C     | 73            | 76            | 78            | 35                | 94             | 97             | 99             | 30                | 173   |
| 32                | Nouha Landoulsi (TUN)         | C     | 70            | 81            | 85            | 25                | 90             | 100            | 100            | 34                | 171   |
| 33                | Chamari Warnakulasuriya (SRI) | C     | 75            | 75            | 75            | 36                | 93             | 96             | 96             | 32                | 168   |
| 34                | Aksana Zalatarova (ISR)       | D     | 70            | 74            | 77            | 33                | 86             | 90             | 90             | 33                | 167   |
| 35                | Sandra Jensen (DEN)           | D     | 73            | 76            | 76            | 34                | 89             | 91             | 92             | 35                | 165   |
| 36                | Mary Kini Lifu (SOL)          | D     | 70            | 74            | 77            | 32                | 85             | 85             | 89             | 37                | 162   |
| 37                | Poupak Basami (IRI)           | D     | 64            | 69            | 72            | 38                | 82             | 86             | 91             | 36                | 158   |
| 38                | Chuluunbaataryn Nyamzul (MGL) | D     | 65            | 68            | 68            | 39                | 80             | 83             | 86             | 38                | 148   |
| 39                | Marina Marković (CRO)         | D     | 60            | 63            | 65            | 40                | 76             | 80             | 80             | 39                | 145   |
| —                 | Génesis Rodríguez (VEN)       | A     | 93            | 95            | 97            | 6                 | 113            | 113            | 113            | —                 | —     |
| —                 | Maya Ivanova (BUL)            | B     | 82            | 82            | 82            | —                 | 100            | 100            | 100            | —                 | —     |